# Кронштадтская крепость
Кронштадтская крепость — памятник архитектуры и истории XVIII—XIX веков. В хорошем состоянии сохранился только Северный вал крепости, расположенный в центре Кронштадта вдоль улицы Восстания, которая была проведена в XIX веке вдоль уже существовавшей, но незадолго перед этим перестроенной крепости.
Кронштадтская крепость как воинская часть к началу XX века состояла не только из центральной крепости на острове Котлин, но и из окружающих морских фортов между ним и финляндским и ораниенбаумским берегами, а также из передовых батарей и укреплений на том и другом берегу, обеспечивающих морские доступы к Кронштадту. Серьезные работы по усилению Кронштадта были предприняты в 1880-х — 1890-х годах и с особою энергией продолжались и в начале XX века, обращая Кронштадт в одну из сильнейших в Европе приморских крепостей. 

## История

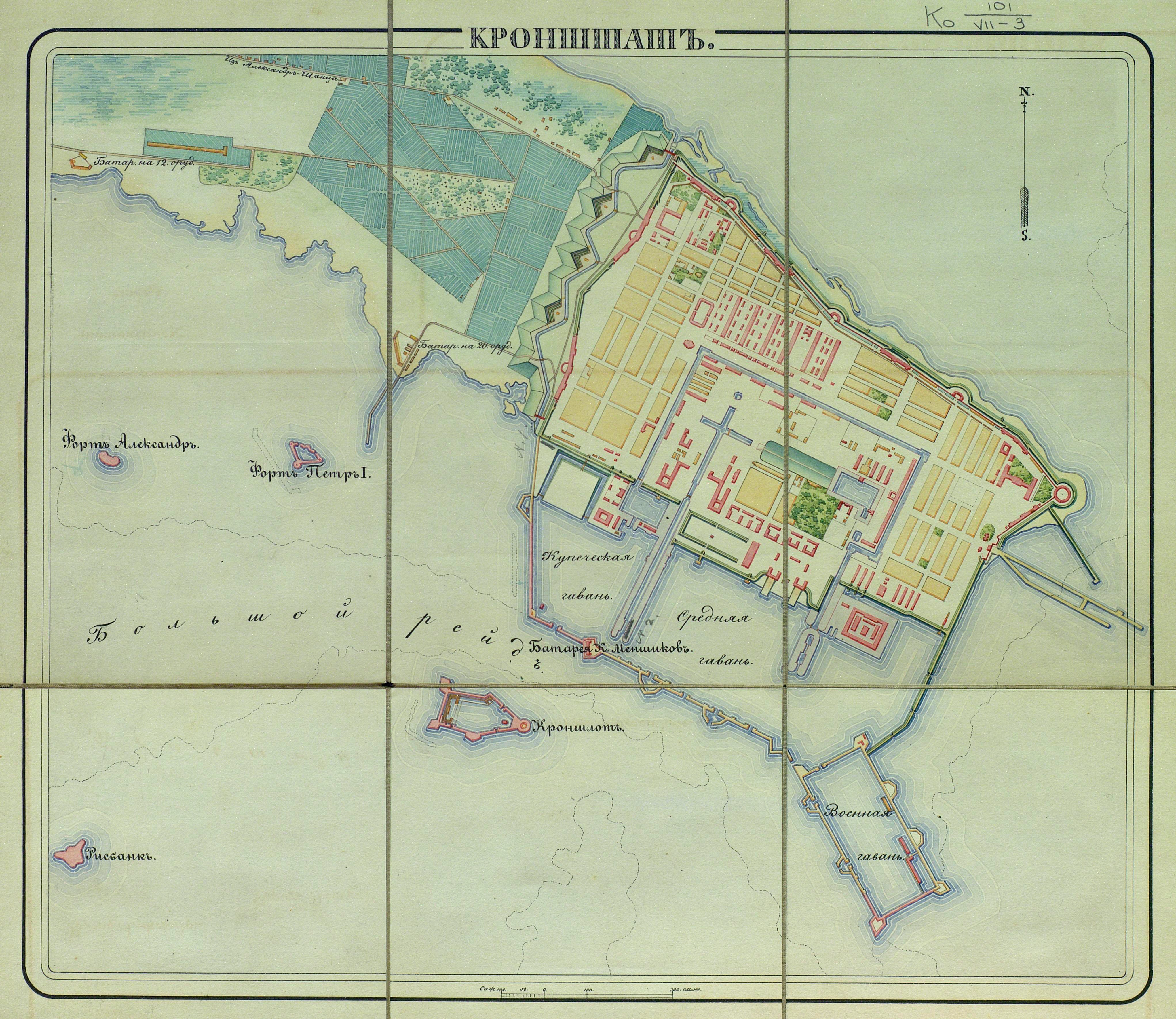
Атлас крепостей Российской империи (ок. 1830)

### Деревянная крепость
В ноябре 1703 года в Санкт-Петербург пришло первое иностранное судно голландского шкипера Выбеса, доставившее соль и вино. Шкипер получил объявленную Петром I премию — 500 золотых. А 22 июня 1715 года Пётр I торжественно встретил сразу 45 голландских и английских торговых кораблей. Стала очевидной необходимость постройки просторных и удобных для стоянки и разгрузки кораблей гаваней. Для ускорения дела Пётр I назначил губернаторов лично ответственными за проведение работ в отведённых им участках, для чего вызвал их в Кронштадт. В марте 1719 года было завершено строительство Купеческой гавани.
Строительство крепости началось через двадцать лет после того, как началось сооружение кронштадтских фортов, и закончилось в конце XIX века.
Уже в 1704—1705 годах крепость дважды успешно выдержала оборону от шведских эскадр.
К апрелю 1717 года крепость состояла из следующих постоянных верков: 1) Старый Кроншлот, вооружение — 42 орудий; 2) Новый Кроншлот — 76 орудий; 3) Александер-Шанц — 43 орудий; 4) Сергиевский раскат — 12 орудий; 5) Ивановский раскат — 10 орудий; 6) Новый раскат — 12 орудий; 7) «Бастион» — 52 орудий и 8) на военной гавани — 36 орудий (больверки военной гавани были окончательно вооружены 72 орудиями 24- и 18-фунтового калибра в 1720 году). К 1 мая 1718 года относится знаменательный указ Петра бригадиру Василию Ивановичу Порошину «и прочим командирам, кто по нём будет ведать Кроншлот и прочие крепости на Котлином острову». В нём говорилось:

В крепостях иметь непрестанно великую осторожность, ибо приморские крепости весьма разность имеют с теми, которые на сухом пути. Ибо на сухом пути стоящие крепости всегда заранее могут о неприятельском приходе ведать, понеже довольного времени требует войску маршировать. А на море так безызвестно есть, как человеку о своей смерти. Ибо, получая ветер свободный, без всякого ведения могут внезапу придти и всё свое намерение исполнить, когда неготовых застанет. Того ради, непрестанно готовым быть, а особливо чтоб батареи всегда в добром осмотрении были; тако же и людей часть, с их офицеры, при пушках в готовности на карауле были, а именно: ежели покажется от моря от одного до пяти кораблей, то быть на батареях готовым солдатам и пушкарям третьей части; а ежели усмотрено будет от пяти до десяти кораблей, то быть половине на карауле; а ежели более, от 10 до 15, то быть всем в готовности. Для чего надлежит быть: третьей части пушек день и ночь набитыми ядрами (обвязанными веревочками, дабы для салютации вынять было мочно) и оной порох по недельно вывертывать и сушить, а иным набивать, и ядра, книпельс, шрод (картечь), патроны с порохом, ганшпуги, фитиль и прочее всё так иметь в готовности, что который час, увидя какой парус или парусы, тотчас люди, с их инструменты, в парад стать должны и ожидать повеления. 

Генеральный план строительства на острове, включавший план застройки города, был утверждён Петром I в 1721 году. Город должен был быть окружён крепостной оградой бастионного начертания с запада, севера и востока. С южной стороны город должен был быть защищён стенками гаваней.
7 (18) октября 1723 лично Петром была произведена закладка крепости, которая была названа Кронштадтом. Фронты крепостной ограды были расположены по системе Кегорна (при Петре II было предложено строить эти фронты по простой бастионной схеме Вобана). Грунт для насыпи, на которой велось строительство, добывался вручную на материке. Поверх насыпи велись обширные фортификационные работы: строилась стена, расставлялись пушки, создавались казармы и башни. На вооружении крепости состояло 358 пушек, 11 гаубиц и 19 мортир, из них 257 орудий защищали фарватер. В гарнизоне числились 71 офицер и 2664 нижних чина.
Для облегчения перевоза грузов в пределах города были построены каналы, а также доки, после чего город превратился в первоклассную верфь. Для жилых строений были отведены участки — для рядовых граждан площадью в 6 соток (32х12 м), для знатных — той же длины, но шириной, выбираемой по желанию.
Вскоре после смерти Петра I почти все работы в крепости перешли под управление генерал-фельдмаршала Б. К. Миниха (до его отставки в 1740 году). С 1727 года этот «Обердиректор над фортификациями Российской империи» был непосредственно подчинён Военной коллегии. Им был разработан новый штат российских крепостей, где особое внимание было уделено Кронштадту.
В 1734 году в качестве опыта были начаты работы по замене деревянных ограждений гаваней каменными. Однако из-за нехватки каменщиков и начавшейся войны с Турцией через три года эти работы были свёрнуты. Октябрьская буря 1757 года снова нанесла значительный ущерб укреплениям. Опять встал вопрос о начале каменного строительства, но произведённый расчёт затрат показал, что восстановительные работы с использованием дерева имеют в 20 раз более низкую стоимость, что отсрочило работы в камне на четверть века.

### Каменная крепость
25 марта (5 апреля) 1784 года адмирал Грейг подписал план устройства Адмиралтейства в Кронштадте. По указанию Екатерины II авторитетная комиссия рассмотрела его, и 18 (29) января 1785 года императрица подписала рескрипт, поручавший Грейгу начать перевод Адмиралтейства из Петербурга в Кронштадт. Составленный Грейгом план определил во многом ход застройки города служебными и жилыми зданиями, складами и госпиталями.

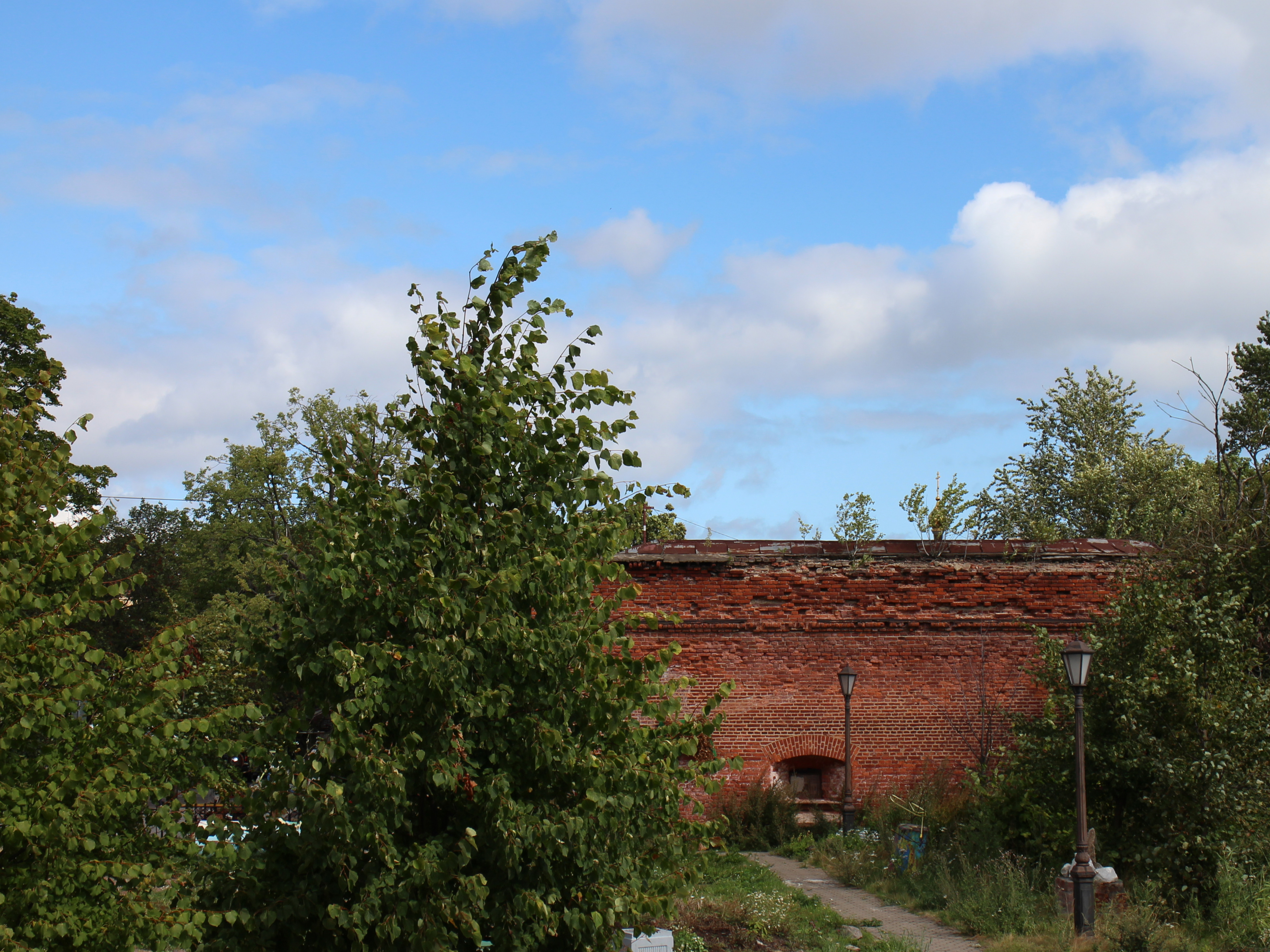
Крепостная стена у Санкт-Петербургских ворот

В крепости, наконец, начато было каменное строительство. Проводилось и углубление гавани, причём в качестве рабочей силы были использованы заключённые.

### Наводнение 1824. Восстановление крепости
Во время катастрофического наводнения в ноябре 1824 года практически вся поверхность острова, за исключением нескольких возвышенностей за пределами города, оказалась под водой. Уже к вечеру 7 ноября Кронштадтская крепость практически перестала существовать. Укрепления были разрушены, вооружение смыто волнами. Стихия обрушилась внезапно, в результате многие солдаты, не снятые с постов, погибли.
Граф Сухтелен, инспектор Инженерного департамента, создатель Генерального штаба русских вооружённых сил, срочно создал проект городских каменных укреплений. Под руководством инженер-подполковника Львова начались срочные восстановительные работы, которые велись круглосуточно. В основном работы закончились к лету 1826 года.
В 1827 год был заново утверждён план города, мало чем отличавшийся от старого.
Во время Крымской войны англо-французская эскадра, посланная в Финский залив, 27 мая 1855 года попала под обстрел батарей Кронштадта и более не пыталась атаковать крепость и Санкт-Петербург. Союзная эскадра в 21 вымпел, преимущественно паровых судов, маневрировала у крепости с 15 мая по 15 августа 1855 года. Она производила рекогносцировки и промеры вне досягаемости орудий крепости; случались и незначительные, обоюдно безвредные, перестрелки. Подрыв на морских минах системы Бориса Якоби 4-х британских пароходов 8 (20) июля 1855 года сорвал план англо-французской эскадры по нападению на Кронштадт
В 1861—1888 годах Кронштадтская крепость была перестроена по проекту военного инженера Э. И. Тотлебена.

## Описание крепости

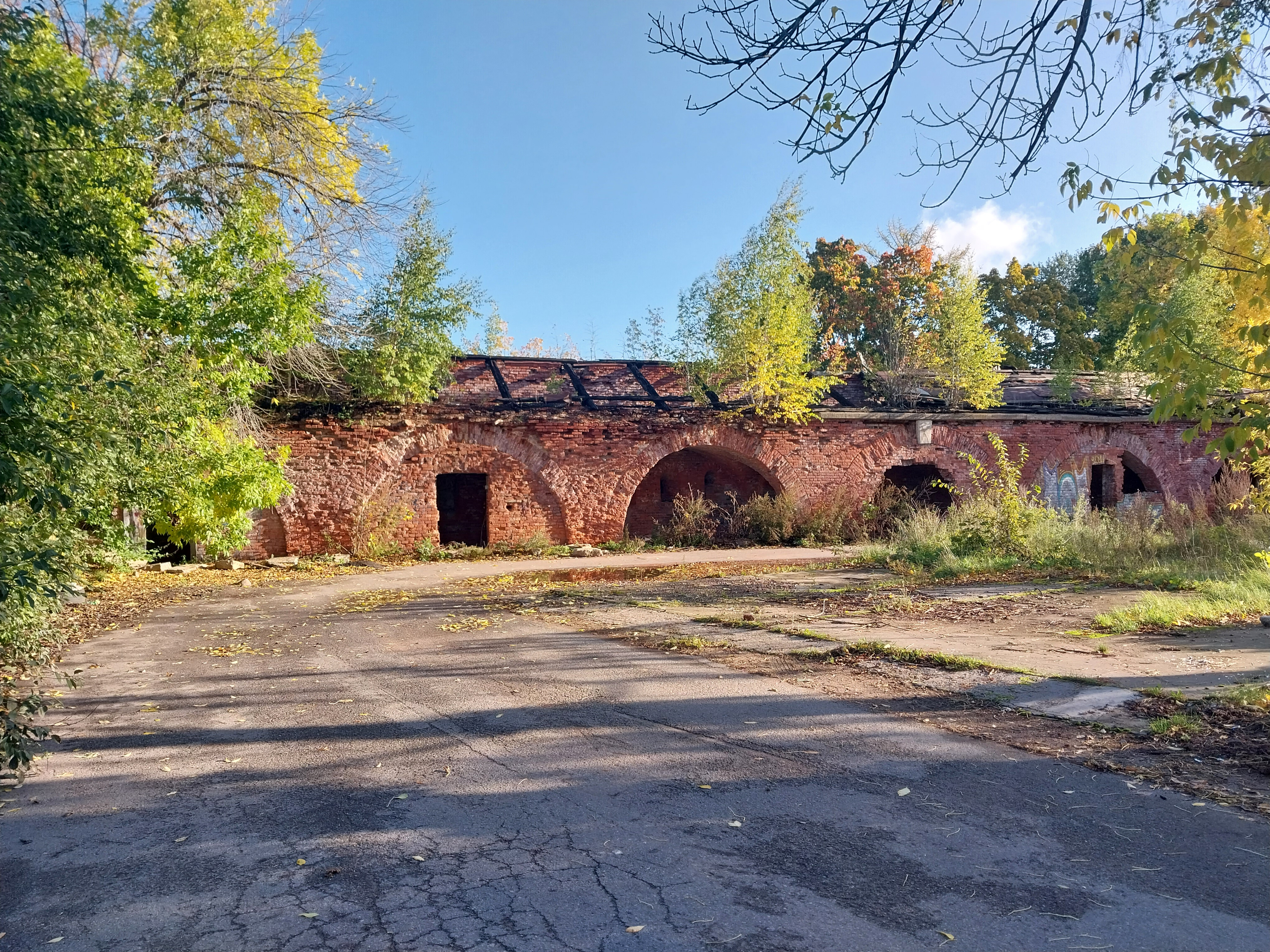
Фрагмент крепостной стены на улице Восстания

После окончания работ по укреплению обороны города он стал напоминать собой неправильный четырёхугольник. Со стороны суши острова Котлин он был защищен стеной с башнями и эскарпом.
С запада город был прикрыт эскарповой стеной, которая была частично замещена стенами 1-й Западной (Цитадельной) оборонительной казармы с полубашней (построена в 1826—1828 годах, перестроена в 1903—1906 годах), а также 2-й Западной (Кронштадтской) оборонительной казармы (построенной в 1826—1829 годах и перестроенной в те же годы, что и первая). Перед эскарпной стеной был выкопан Кронверкский канал, с севера и юга перекрытый батардо.
Северные городские оборонительные сооружения были образованы четырьмя Северными оборонительными казармами, построенными в разное время с 1831 по 1871 год, некоторые из которых были снабжены полубашнями. С востока была расположена пятая, Восточная оборонительная казарма.
Со стороны моря город был защищён молами с площадками, предназначенными для размещения пушек, а также батареей «Князь Меншиков», защищающий вход в Среднюю и Купеческую гавани.
К западу от кронверка были расположены люнеты: люнет «Ден» (названный так по имени русского военного инженера генерала И. И. Дена) восточнее современного городского кладбища и люнет в районе бывшей базы торпедных катеров — «Базы Литке» (названный так по имени знаменитого русского мореплавателя, гидрографа Ф. П. Литке), рядом с которой в настоящее время создан контейнерный терминал.
До настоящего времени сохранился ряд казарм и Северный вал крепости вдоль улицы Восстания и частично вдоль улицы Зосимова до Кронштадтских ворот.

### Комплекс мортирных батарей

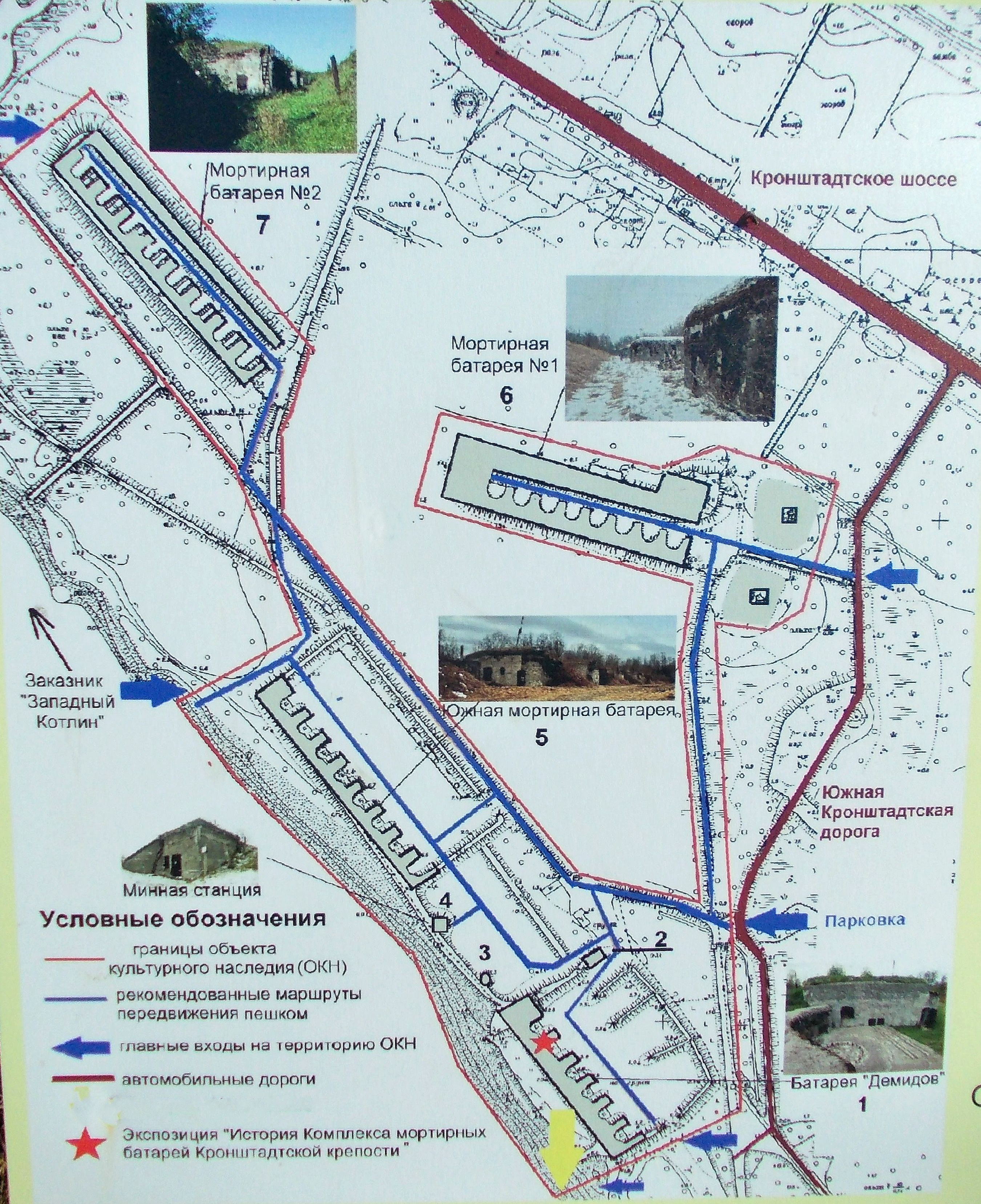
Карта комплекса мортирных батарей

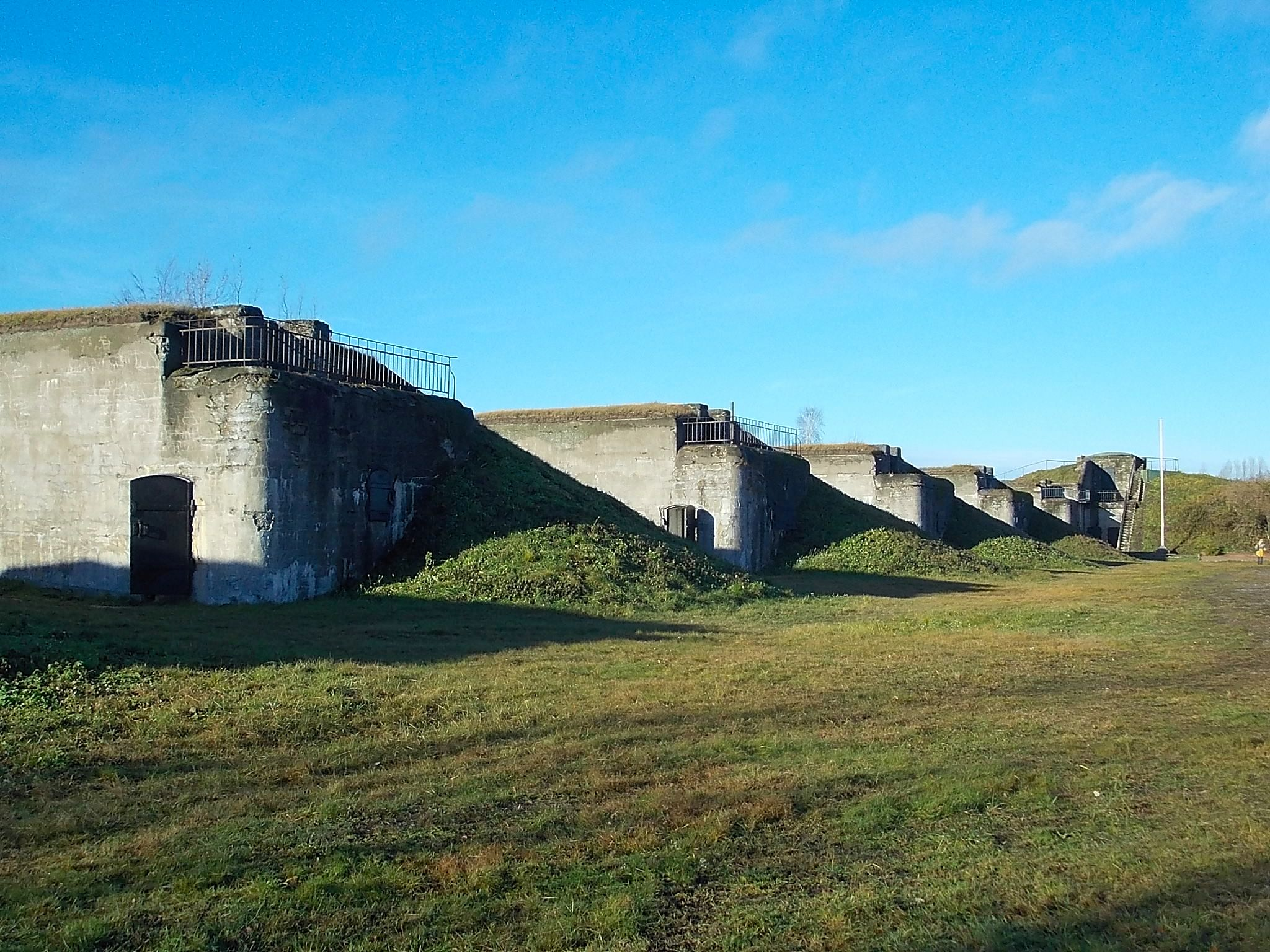
Батарея Демидов

Комплекс мортирных батарей Кронштадтской крепости является объектом культурного наследия и находится в западной части острова Котлин. Комплекс включает в себя:
- Батарею Демидов (названа в честь генерал-майора П. Г. Демидова, командира Кронштадтского гарнизона в 1854—1855 гг.) с казематом для керосинового двигателя и дальномерным павильоном. 1902—1905 гг. Инж. Н. В. Баранов.
- Южную мортирную батарею. 1902—1905 гг. Инж. Н. В. Баранов.
- Мортирную батарею № 1 с дальномерными павильонами. 1893—1902 гг. Инж. В. А. Кухарский, Л. П. Капица.
- Мортирную батарею № 2. 1902—1906 гг. Инж. В. Ф. Вальтер, Н. П. Юденич.

## Современное состояние
В список памятников истории и архитектуры, охраняемых государством, включены следующие сооружения:
- Оборонительная стена на улице Восстания;
- Северные оборонительные казармы № 1—5 на улице Восстания;
- Северные полубашни № 1—3 на улице Восстания;
- Западные оборонительные казармы № 1—2 на улице Зосимова;
- Защитная плотина № 1;
- Земляной вал, оборонительный ров, эскарповая стена, южное и северное батардо на улице Зосимова вблизи Кронверкского канала;
- Восточная оборонительная казарма и северо-восточная башня на улице Мануильского;
- Здание гауптвахты на Ленинградской улице;

## Транспорт
Автобусы № 1, 2, 3, 175. Через Кронштадтские ворота на Кронштадтское шоссе идут и пригородные автобусы № 101, 207, 215.